# Panopoda scissa
Panopoda scissa är en fjärilsart som beskrevs av Walker 1865. Panopoda scissa ingår i släktet Panopoda och familjen nattflyn. Inga underarter finns listade i Catalogue of Life.